# Histoire du Brunei

Localisation en Insulinde

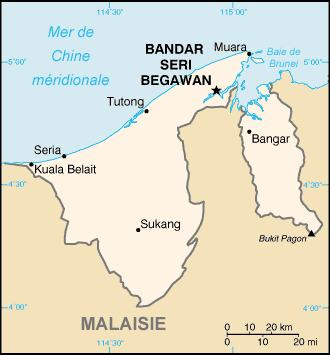
Carte simplifiée

Une île, trois pays

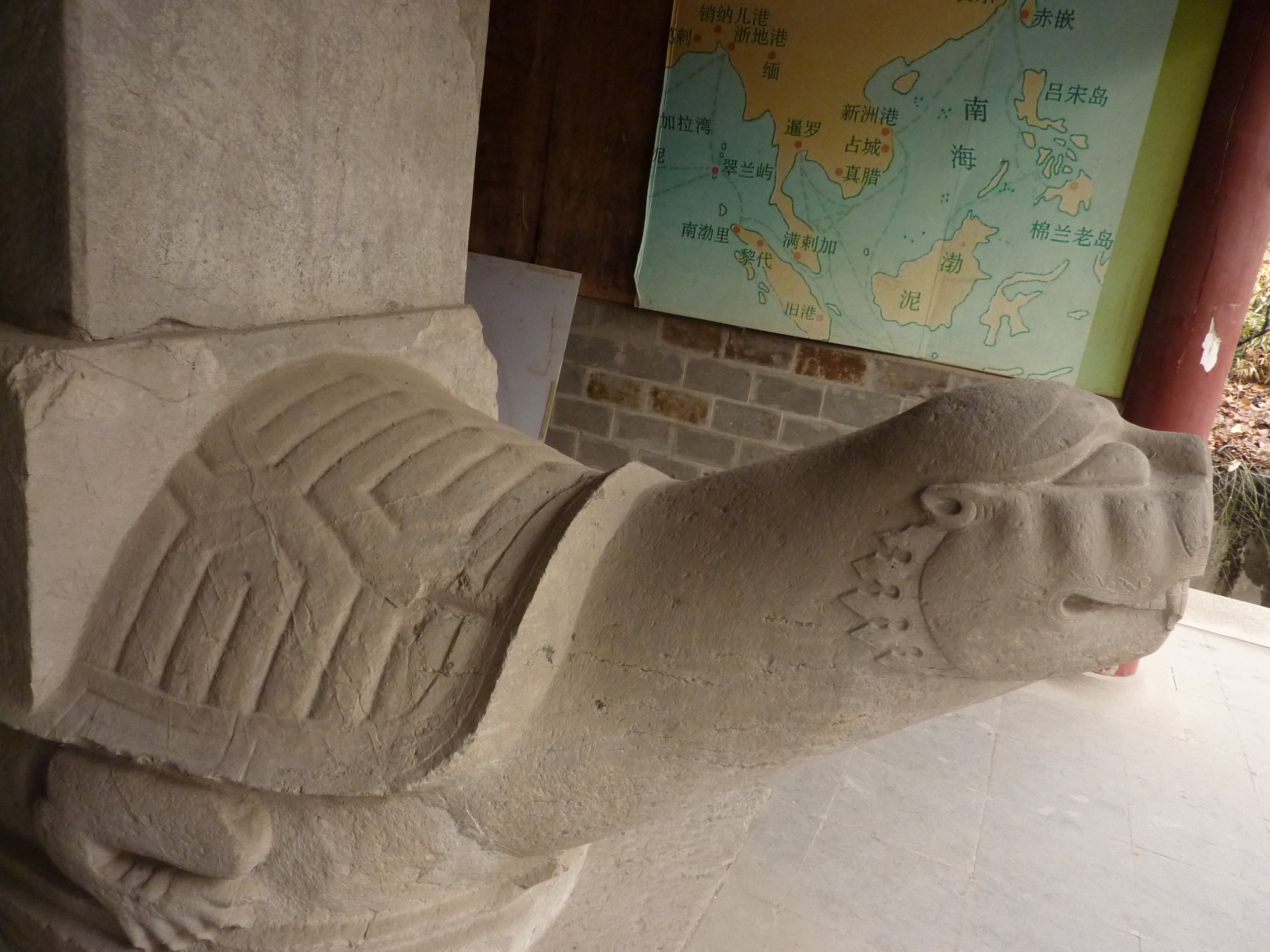
Stèle en mémoire du Sultan du Brunei

Le Brunei (5 765 km2, un peu moins de 500 000 habitants en 2024) est un royaume vieux de plus d'un millénaire.
Situé au Nord de l'île de Bornéo, sur la ceinture de feu du Pacifique et sur la route commerciale qui va de la Chine vers l'archipel indonésien, l'Inde et le Moyen-Orient, le Brunei devient un important port de commerce dès 977.
En fait, le texte chinois évoque un Bo-Ni ou Bo-Li, qui peut simplement désigner Bornéo plutôt que Brunei, à une époque où des commerçants chinois fréquentent la région pour y collecter des nids d'oiseaux, des bêches-de-mer, des ailerons de requin, du camphre de Bornéo, des perles et des coquillages, pour le marché chinois.

## Avant 1368
Dans cette écozone indomalaise (Sundaland, Insulinde, Nusantao, Nusantara), la partie Nord de Bornéo participe de l'histoire (dont préhistoire et protohistoire) régionale, sans autre précision : Austronésiens, histoire de la Malaisie, de l'Indonésie, ou plus simplement de Bornéo.
Le royaume aurait été avant 1225 dans la zone d'influence de l'État de Sriwijaya (Sumatra).
Marco Polo (1254-1324) fournit des informations confuses de seconde main sur toute l'Insulinde.
Le nom du Brunei est cité dans le Nagarakertagama, un poème épique écrit en 1365 dans le royaume javanais de Majapahit (1292–1527, Java), qui mentionne "Buruneng" ou Barune parmi les quelque cent "contrées tributaires" du royaume.
En réalité, le territoire contrôlé par Majapahit ne s'étend alors que sur une partie de l'est et du centre de Java.
Les "contrées tributaires" sont plutôt des comptoirs formant un réseau commercial dont Majapahit est le centre, qui y envoie des dignitaires dont le rôle est de s'assurer que ces comptoirs ne s'adonnent pas à un commerce privé qui échapperait au royaume, et surtout aux taxes.
Le Brunei serait donc un petit royaume, relativement vassal de Majapahit, à l'embouchure du fleuve Brunei.
Majapahit connaît son apogée en 1350-1389, sous le règne de Hayam Wuruk (1334-1389), avant de décliner progressivement, sous la concurrence d'autres royaumes.

## Empire de Brunei (1368-1888)
La thalassocratie commerciale de Brunei, se développe rapidement avec le déclin de Majapahit.
Muhammad Shah est le premier dirigeant de 1368 à 1402.
Pourtant, dès 1369, le sultanat de Sulu attaque Brunei : un rapport chinois de 1371 signale la pauvreté des lieux, sous la protection de Majapahit. Pourtant, Zheng He (1371-1433) signale (en 1405, 1415, ou 1432) un port de commerce important, actif avec des Chinois en relations commerciales avec la Chine.
En 1403, l'empereur chinois Ming Chengzu (Ming Yongle) monte sur le trône de Chine et fait alliance avec les royaumes voisins, notamment Brunei.
Brunei s'étend sur l'ensemble de la côte nord de Bornéo (Sarawak, Sabah), dès l'époque du sultan Bolkiah (1485-1524) : Empire de Brunei.
À cette période de son apogée historique, dans les années 1520, le royaume du Brunei, islamisé (au XV), devient un sultanat. Bolkiah introduit également la technologie de coulage du canon , grâce à une équipe de quarante forgerons javanais.
Dans cet âge d'or de Brunei, des relations assez fortes (allégeance ?) existent avec le sultanat de Sambas (1609-1956, Kalimantan occidental), sultanat de Sulu (1405-1917, Sud des Philippines), le sultanat de Maguindanao (1520c-1925, Philippines), et peut-être le royaume de Maynila (1500-1571, Manille, Philippines)
En 1703 (1658 d'après d'autres sources), en signe de reconnaissance pour l'aide apportée par le sultan de Sulu pour combattre une rébellion, le sultan du Brunei lui donne un territoire dans le nord de Bornéo qui correspond à l'est de l'actuel État de Sabah en Malaisie (76 115 km2).
Le Brunei s'affaiblit ensuite peu à peu alors que les régions voisines sont colonisées par les grandes puissances occidentales (Portugal, Grande-Bretagne, Espagne) qui y établissent également des comptoirs commerciaux. Le pays perd peu à peu ses possessions.

## Indépendance du royaume de Sarawak (1841-1946)
En 1839 notamment, un Anglais du nom de James Brooke (1803-68) achète, avec son modeste héritage, un yacht qu'il arme et avec lequel il part pour Singapour.
De là, il se rend à Bornéo en quête d'aventure.
Il se met au service du prince du Brunei Omar Ali Saifuddin II (1799-1852), en proie à une guerre civile (1835-1840), qui oppose des Malais et des Dayaks.
En 1841, Brooke est récompensé en étant nommé rajah (vice-roi) de la région de Kuching, sur un territoire vassal du sultanat de Brunei.
C'est le point de départ d'un extraordinaire empire privé, le royaume de Sarawak (1841-1946), le Sarawak (aujourd'hui un État de Malaisie, 124 500 km2), que Brooke et ses deux successeurs, les Rajahs blancs vont étendre.
En 1865, le consul américain au Brunei, Claude Lee Moses, obtient du sultan un bail de 10 ans pour le territoire de Bornéo du Nord. Mais après leur guerre civile, les États-Unis ne souhaitent plus s'occuper de colonies asiatiques.
Moses vend ses droits à l'American Trading Company (basée à Hong Kong), qui y établit un poste.
Des difficultés financières et des fuites de travailleurs immigrés amènent à l'abandon du poste en 1866.
Le bail expirant en 1875, l'American Trading Company vend ses droits au consul d'Autriche-Hongrie à Hong Kong, le baron von Overbeck.
Overbeck obtient du Brunei un renouvellement de 10 ans du bail.
Le lien de vassalité disparaît.

## Protectorat britannique (1888-1984)
En 1888, Hashim Jalilul Alam Aqamaddin (1825-1906), connu comme Pengiran Temenggong Sahibul Bahar Pengiran Anak Hashim, sultan de Brunei de 1885 à 1906, place de fait son royaume sous protectorat britannique en 1888, avec correctif en 1905-1906, sans grande garantie.
Ce statut est maintenu jusqu'à l'indépendance (1984).
Du pétrole est découvert en 1903 et commence à être exploité en 1928 par Shell.
À l'époque de la décolonisation (deuxième moitié du XXe siècle), le pays change de nombreuses fois de statut. En 1959, toujours sous protectorat britannique, il accède à l'autonomie interne. Un mouvement nationaliste et démocratique se développe à cette période : il aboutit a une violente rébellion en 1962, rapidement écrasée par les Britanniques.
La Konfrontasi, ou Confrontation Indonésie-Malaisie (1962-1966) concerne évidemment les territoires qui ne se revendiquent ni malais ni indonésiens.
C'est alors que l'état d'urgence est décrété, et la constitution abolie : depuis lors le sultan gouverne seul et par décret.

## Indépendance (1984)
Le Sultanat accède à l'indépendance, selon les règles d'un accord avec Londres, le 1er janvier 1984.
Le sultan actuel, depuis 1967, Hassanal Bolkiah (1946-), formé à l'Institution Victoria de Kuala Lumpur puis à l'Académie royale militaire de Sandhurst, instaure une Charia en 2014.
Sa richesse personnelle, due au pétrole et aux investissements, sérieusement entamée à la suite des malversations de son frère cadet, et longtemps ministre des finances, prince Jefri Bolkiah (en) (1954-), le laisse n°2 au monde en 2005.
Son successeur, désigné en 1998 prince héritier, est son fils aîné Al-Muhtadee Billah (1974-)

## Galerie de sultans
- Liste des sultans de Brunei

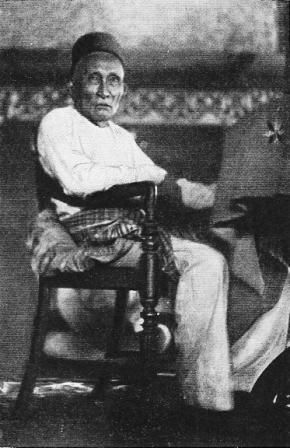
Hashim Jalilul Alam Aqamaddin 1885-1906
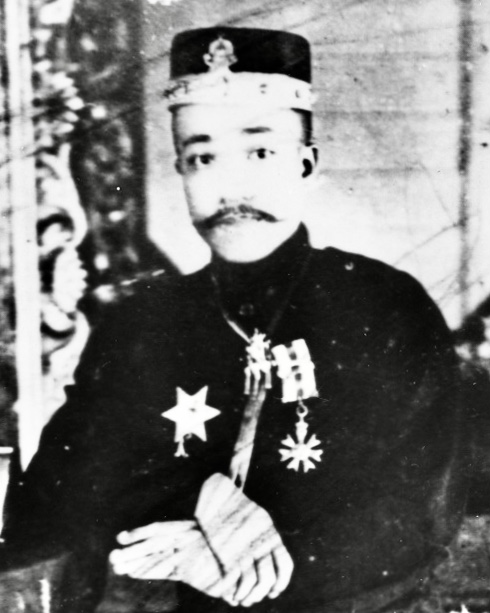
Muhammad Jamalul Alam II 1906-1924
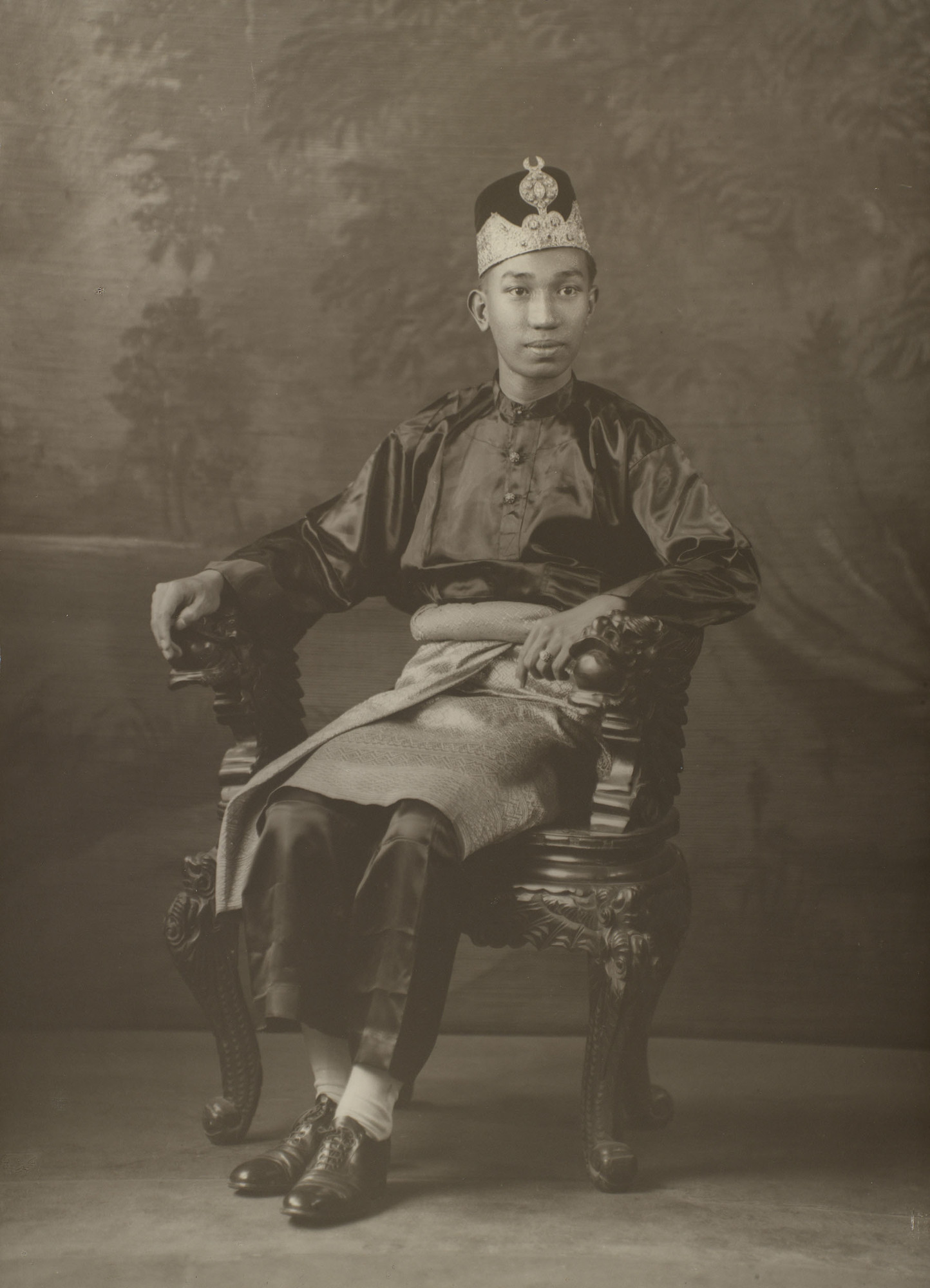
Ahmad Tajuddin 1924-1950
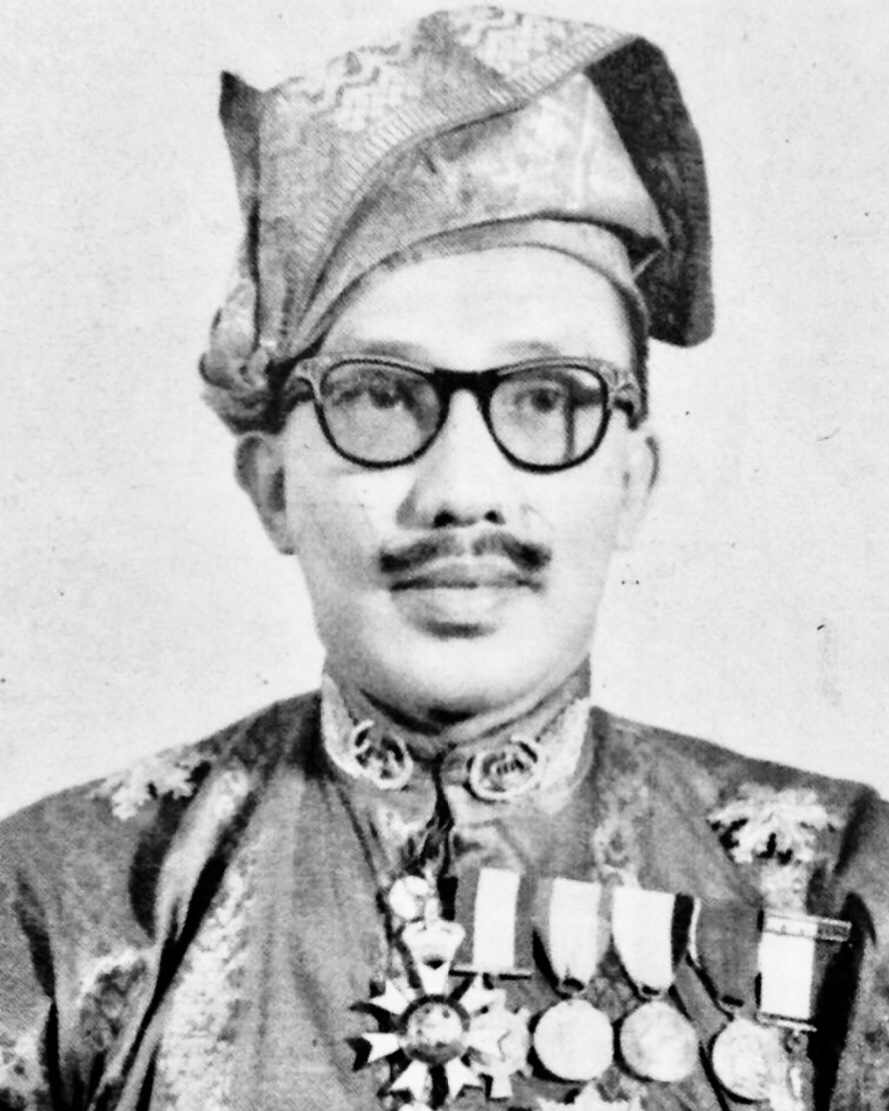
Omar Ali Saifuddien III 1950-1967
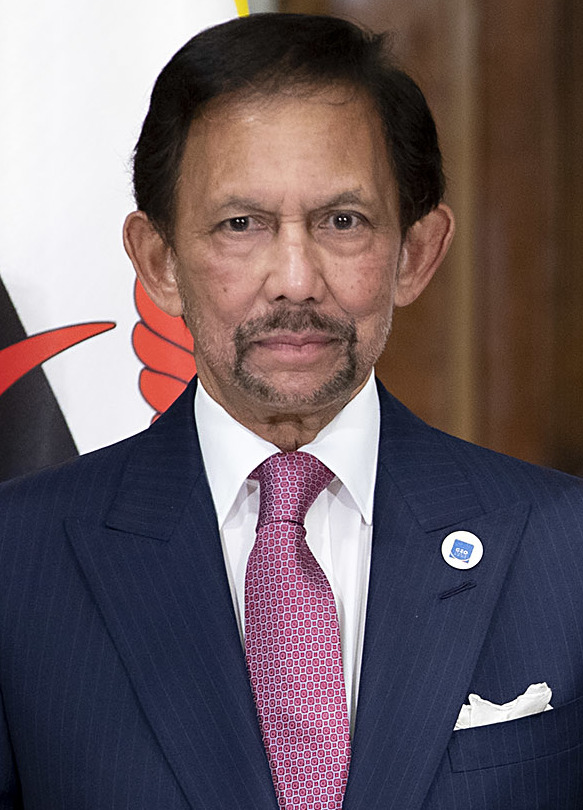
Hassanal Bolkiah 1967-présent

#### Observateurs étrangers
- Liste d'explorateurs, Explorateurs de l'Asie, Liste d'explorateurs maritimes (en)
  - Chronologie de l'exploration européenne de l'Asie (en)
  - Ludovico de Verthema (1470-1517), écrivain-voyageur italien, le premier Européen à aller à La Mecque, dont le récit de voyage Itinerario publié en 1510 évoque Brunei/Bornéo

#### Brunei
- Géographie de Brunei, Économie du Brunei, Énergie au Brunei, Climat du Brunei, Culture du Brunei, Langues au Brunei
- Subdivisions du Brunei : Belait (district) (plein ouest), Tutong (district) (ouest), Brunei-Muara (centre), Temburong (exclave)

##### 1388
- Empire de Brunei (1388-1888), liste des sultans de Brunei, Hassanal Bolkiah (1946-), sultan depuis 1967
- Empire colonial portugais (1415-1999)
- Indes orientales espagnoles (1565-1898)
- Guerre de Castille (en), dont la prise de la capitale et le remplacement du sultan

##### 1600
- Conflit du Nord-Bornéo (1600..., 1878, 1939...)
- Compagnie néerlandaise des Indes orientales (1602-1799), Indes orientales néerlandaises (1800-1949)
- Guerre civile de Brunei (1660-1673)
- North Borneo Chartered Company (1822-1946), qui administre le Bornéo du Nord (actuel Sabah)

##### 1900
- Brunei People's Party (en)(1956-1962)
- Bornéo britannique (en) (1846-1984)
- Occupation japonaise de Bornéo (1941-1945)
- Marches de la mort de Sandakan (1942-1943)
- Campagne de Bornéo (1945)
- British Military Administration (Borneo) (en) (1945-1946)
- Révolte de Brunei (décembre 1962)
- Konfrontasi (Indonésie-Malaisie, 1962-1966)

##### 2000
- Conflit de Sabah (2013)
- Politique au Brunei

#### Autres
- Voisinage : histoire de l'Asie du Sud-Est, histoire de l'Indonésie, histoire du Timor oriental, histoire de Bornéo, histoire de la Malaisie, histoire de Singapour